# Георге Вода
Георге Вода (Валени, 20. децембар 1934 — Кишињев, 24. фебруар 2007) био је молдавски књижевник, песник, режисер и сценариста.
Међу присутнима на сахрани Георгеа Воде били знаменити молдавци попут Аркадија Сучевеануа (потпредседник Молдавског савеза књижевника), Јона Унгуреануа, Владимира Бешљаге, Анатола Кодруа, Андреја Вартика, Андреја Страмбеануа и Михаја Појате.

## Биографија
Георге Вода је рођен 20. децембра 1934. године у селу Валени, Исмаилско војводство (данас Кагуљски регион). Студирао је филологију на Педагошком универзитету Јон Кренге у Кишињеву у периоду 1954—1959. године, а потом је завршио више курсеве за режисера и сценаристу на Универзитету за кинематографију С. А. Герасимов у Москви (од 1964. до 1966. године).
По завршетку факултета, Вода је радио као новинар и песник. Његове прве збирке поезије — Лет зрна из 1962. године (рум. Zborul seminţelor), Јесења ватра из 1965. године (рум. Focuri de toamnă), Врућа киша из 1967. године (рум. Ploaie fierbinte) и Крила за Манолу из 1969. године (рум. Aripi pentru Manole) — заокружена су у контексту ускрснућа бесарабијских писаца из шеснаестог века, који су се трудили да раздвоје књижевност од идеолошких шема времена и да импресионирају естетску и националну свест.

### Смрт и сахрана
Георге Вода умро је 24. фебруара 2007. године у Кишињеву, а сахрањен је на централном грољбу у том месту. Испратиле су га знамените личности бесарабијске културе попут потпредседник Молдавског савеза књижевника Аркадија Сучевеануа, бившег министра културе Јона Унгуреануа, и писаца Владимира Бешљаге, Анатола Кодруа, Андреја Вартика, Андреја Страмбеануа и Михаја Појате.

## Дела
- Zborul seminţelor (1962)
- Focuri de toamnă (1965)
- Ploaie fierbinte (1967)
- Aripi pentru Manole (1969)
- Pomii dulci (1972)
- Inima alergând (1981)
- De dorul vieţii, de dragul pământului (1983)
- Valurile (1984)
- La capătul vederii (1984)
- Viaţa pe nemâncate (1999)
- Aripi pentru cădere (2004)[4]

## Филмографија

### Режисер

#### Драма
- Bariera (s/m, 1965)
- Se caută un paznic (1967)
- Singur în faţa dragostei (1969)
- Vara ostaşului Dedov (1971)

#### Документарни филмови
- Amar (1965)
- Chişinău-500 (1966)
- Cu cântecul în ospeţie (1966)
- De-ale toamnei (1966)
- Maria (1969)
- Chişinău, Chişinău (1971)
- Încredere (1973)
- Vară de neuitat (1974)
- Usturici nr.3 (1989)

### Сценариста
- Familia noastră (1962)
- Amar (1965)
- Bariera (s/m, 1965)
- Singur în faţa dragostei (1969)
- Maria (1969)
- Maturitate (1973)
- Încredere (1973)
- Vară de neuitat (1974)
- Usturici nr.12 (1975)
- Jumătate de regat pentru un cal (1983)